# 탕진업
탕진업(湯鎮業, 탕전예, 영문명 Kent Tong, 1958년 9월 29일 ~ )은 중화인민공화국 홍콩 특별행정구의 영화 배우이자 영화 제작자이며 영화 연출가이다.

## 생애
홍콩에서 출생하였으며 지난날 한때 중화인민공화국 광둥성 후이저우 시 라오핑 현에서 잠시 유아기를 보낸 적이 있는 그는 1979년 홍콩의 텔레비전 드라마에서 연기자로 첫 데뷔하였고 이듬해 1980년 영화 《충파(衝破)》의 조연으로 영화배우 데뷔하였으며 한때 중화인민공화국 본토와 자유중화민국 타이완의 텔레비전 드라마에도 소수 출연하였고 1998년 홍콩 영화 《즉시행형(卽時行刑)》에 주연, 이 영화로 영화제작자 데뷔하였으며 같은 해 영화 《철창변연(鐵窗邊緣)》에 주연, 이 영화로 영화연출가 데뷔하였고 이어 같은 해 영화 《생사변안(生死邊緣)》에 주연, 이 영화로 영화 조연출가 데뷔하였다.

## 출연작

### 영화
- 《형제》
- 《엄마는 벨리 댄서》
- 《상해황제 2》
- 《폴리스 스토리》

### 드라마
- 《선협검》(CCTV-8, 2015년)